# Tamar Braxton
Pour les articles homonymes, voir Braxton.
Tamar Estine Braxton, née le 17 mars 1977 à Severn, est une auteure-compositrice-interprète, choriste, danseuse et personnalité de la télévision américaine. Elle débuta dans le groupe The Braxtons, qu'elle forma avec ses quatre sœurs : Traci, Trina, Towanda et Toni.
En 2000, elle commence sa carrière solo, après avoir signé avec DreamWorks Records et sort son premier album intitulé Tamar. L'opus, qui génère deux singles, Get None et If You Don't Wanna Love You, est un échec, en s’érigeant à la 127e place du Billboard. Le label, insatisfait de cette performance, décide donc de se séparer de Tamar. Tamar Braxton a travaillé sur de nombreux projets solos durant ces années, en signant sur des labels tels que Casablanca Records et Universal Records, aboutissant à de nombreuses annulations.
En 2011, elle participe avec ses sœurs dont elle avait formé le groupe The Braxtons à leur propre télé-réalité nommée Braxton Family Values.
En 2013, elle revient sur le devant de la scène musicale avec la sortie de son second opus Love and War. Celui-ci, sorti sous le label Epic Records, qui génère quatre singles à succès : Love and War, The One, All the Way Home et Hot Sugar, débute à la seconde place du Billboard en se vendant à 138 000 exemplaires dès la 1re semaine de sa sortie, avant de s'ériger à la 1re place de ce classement. Grâce à son succès, l’opus est alors nommé trois fois aux Grammy Awards et dans d’autres cérémonies telles que les Soul Train Music Awards et les BET Awards,, remportant au passage, plusieurs récompenses dans ces deux cérémonies. Depuis le 15 juillet 2013, elle est l'une des présentatrices de l'émission à succès The Real, un talk-show coanimé avec Tamera Mowry, Jeannie Mai, Adrienne Bailon et Loni Love.
En 2015, elle publie l'opus Calling All Lovers, qui débute à la cinquième place du Billboard 200 et se classe à la 2de place du Top R&B/Hip-Hop Albums. Le single If I Don't Have You atteint la 19e place du Hot R&B/Hip-Hop Airplay et se classe au 6e rang du Adult R&B National Airplay. Le 7 décembre 2015, le single est nommé à la 58e cérémonie des Grammy Awards pour la meilleure performance rnb.
La même année, elle rejoint la distribution de la 21e saison de l’émission Dancing with the Stars et publie en tant que groupe The Braxtons, l'opus Braxton Family Christmas. L'annonce a créé l'évènement, car c'est la 1re fois que le groupe rechantera en tant que quintet, après 25 ans d'absence et de projets solos.
En 2018, elle fait ses premiers pas dans la pièce de théâtre Redemption Of A Dogg du rappeur Snoop Dogg,. En parallèle, elle fera ses premiers pas au cinéma dans le film Gangland de Jean-Claude La Marre, qui sortira bientôt,.

## Biographie

### Enfance
Tamar Estine Braxton née en Severn, dans le Maryland, est la fille de Michael et Evelyn Braxton. La plus jeune des six enfants des Braxtons, Tamar a commencé à chanter très jeune. Evelyn, sa mère, qui est une chanteuse d'opéra amateur, a reconnu les talents de ses enfants quand un jour, Tamar a chanté Somebody Give Me Some Toilet Paper! et ses sœurs l’ont toutes rejoint en harmonie. Les enfants Braxton sont finalement entrés dans la chorale de l'église dont leur père, Michael Braxton, était pasteur.

## Carrière

### 1990–1997: Début de carrière et The Braxtons
Toni, Traci, Towanda, Trina et Tamar ont signé leur premier contrat d'enregistrement avec Arista Records en 1989 sous le nom de groupe The Braxtons. En 1990, le groupe sort son premier single, intitulé Good Life, qui est le seul et unique titre en tant que quintette. Good Life s’érige à la 79e place du Billboard Hot R & B / Hip-Hop Singles. Au moment de la sortie du single, les différences d'âge des membres ont créé un problème avec le marketing. Par la suite, The Braxtons se sépare de Arista Records.
En 1991, au cours d’un showcase avec Antonio "L. A." Reid et Kenneth "Babyface" Edmonds, qui étaient dans le processus de formation de LaFace Records, Toni Braxton, la cadette du groupe, a été choisie et signée comme première artiste féminine du label. À l'époque, les membres restants ont été informés que LaFace Records ne cherchait pas un autre groupe de fille, car il venait de signer TLC,.
Après le départ de Toni, du groupe en 1991, les membres restants sont devenus les choristes pour la première tournée américaine de Toni. Traci, Towanda, Trina et Tamar apparaissent également dans la vidéo du troisième single de leur sœur Toni Braxton, Sept Whole Days, extrait de son premier album éponyme album. En 1993, le vice-président de LaFace Records, Bryant Reid, a signé le groupe The Braxtons sur le label,. Toutefois, le groupe n'a jamais sorti un album ou un single pour ce label,. Lorsque Reid a ensuite travaillé pour Atlantic Records, il convainc les dirigeants de LaFace Records de reprendre le groupe et de le signer sur Atlantic Records,. Il a été rapporté dans le magazine Vibe que, en 1995, Traci Braxton avait quitté le groupe pour poursuivre une carrière en tant que conseiller auprès des jeunes. Cependant, il n'a pas été confirmé jusqu'à un aspect promotionnel 2011 sur le Mo'Nique Show, que Traci n'a pas été autorisé à signer avec Atlantic en raison de sa grossesse à l'époque.
En juin 1996, Tamar, Trina et Towanda reviennent avec un premier album intitulé So Many Ways, qui est également le même titre que son premier single. Sortit le 13 aout 1996, l'album a culminé à la 26e place du Billboard R&B/Hip-Hop Albums charts. Au moment de sa sortie, Reid dit au magazine Billboard : "J’ai eu une vision pour elles alors qui était sur une jeune sophistication avec sex-appeal". So Many Ways inclus production de Jermaine Dupri et Daryl Simmons, Christopher Stewart et Sean "SEP" Hall. L'album contient également une reprise du succès de Diana Ross The Boss et la chanson de Klymaxx I'd Still Say Yes. Le premier single de l’opus est So Many Ways. La vidéo musicale, qui a été réalisée par Cameron Casey, bénéficie de l’apparition de l’acteur Mekhi Phifer. Le groupe a aussi réalisé une version remixée de So Many Ways avec le rappeur Jay-Z, le 9 septembre 1996, lors de la cérémonie des Soul Train Lady of Soul Awards. Le single a été également utilisé comme le morceau d'ouverture pour la bande originale du film de comédie High School High. So Many Ways atteint la 83e place du Billboard Hot 100 en 1996, le 22e rang du Billboard R&B et la 32e position des classements anglais en janvier 1997.
Le second single de l’opus Only Love, sort le 25 janvier 1997 et atteint la 52e place du Billboard R&B / Hip-Hop Songs Chart. Un remix de leur single The Boss, produit par Masters At Work, atteint la 1re marche du Billboard Dance / Club Play Chart en début d’année 1997. Slow Flow, le dernier était single, culmine au 26e rang des classements britanniques en juillet 1997, devenant leur plus haut succès au Royaume-Uni. The Braxtons est également apparu en première partie des concerts de la tournée européenne ‘’Secrets Tour’’, de leur sœur Toni en 1997. The Braxtons décide alors de se séparer, afin que Tamar, puisse poursuivre une carrière solo avec DreamWorks Records en 1998. Cependant, les membres ont continué à chanter et à agir dans divers autres projets.

### 1998–2002:RidiculousetTamar
Plus tard, Tamar rencontre le rappeur et producteur Christopher Stewart, basé à Atlanta, en Géorgie, pour y enregistre son premier album solo, intitulé Ridiculous, ainsi prénommé pour les différents styles musicaux de l'album. L'opus engendre deux singles Let Him Go et Just Cuz, qui à cause de leurs échecs en radio, font repousser et annulé l’album. Cette même année, Tamar apparait en tant qu’invitée sur le titre 4 The Love Of You, extrait de l’opus Skin Deep, de la rappeuse Solé et sur Now I Only Dance For You de l’opus Sacred Love Songs de T.D. Jakes. Au lieu de cela l'album, DreamWorks Records abandonne 3 anciennes pistes, puis en ajoute de nouvelles et rebaptise l’opus en Tamar. Le premier single Get None, sortit le 5 octobre 1999, est produit par Jermaine Dupri et met également en vedette, les versets de rap de lui-même ainsi que l’ancienne protégée de Jay-Z : Amil. La chanson inclus les chœurs et l’écriture de la chanteuse Mýa. 
Un second single nommé If You Don't Wanna Love You, commercialisé le 7 mars 2000, s’érige dans le top 30 du Billboard. Le 21 mars 2000, elle publie son premier opus prénommé Tamar, produit par Missy Elliott, Tim & Bob et Christopher Stewart, qui obtient la 127e du Billboard 200. La même année, elle apparaît en tant qu’invitée dans le vidéoclip du hit He Wasn't Man Enough de sa sœur Toni Braxton, ainsi qu’en tant que choriste sur le titre You’ve Been Wrong, tous deux extraits de l’opus The Heat de Toni Braxton. Elle apparaît en tant qu’invitée sur le titre My Babooski issu de l’opus Ghetto Postage de Master P.
En 2001, elle interprète le titre Try Me, pour les besoins de la bande originale du film Kingdom Come, dont sa sœur Toni Braxton, apparait en tant qu’actrice, puis collabore en tant qu’invitée au titre Don’t Go, extrait de l’opus Love Session du groupe Silk. La même année, elle intervient en tant qu’auteur et choriste sur le titre Holiday Celebrate et en tant que choriste sur le morceau Santa Please…, tous deux extraits de l'opus Snowflakes de sa sœur Toni Braxton.
En 2002, elle intervient en tant que choriste sur le titre Me & My Boyfriend, issu de l’opus Presents The Remix du rappeur Irv Gotti en featuring Toni Braxton. Elle apparait également cette même année en tant qu’auteur et choriste sur les titres Let Me Show You The Way (Out), Give It Back, Rock Me Roll Me, Selfish, Me & My Boyfriend, Always ainsi qu’en tant que choriste sur les extraits A Better Man, Hit The Freeway, Lies Lies Lies, Do You Remember When, Tell Me, And I Love You, issus de l’opus More Than a Woman de Toni Braxton. Lorsque sa sœur a lancé sa revue de Las Vegas Toni Braxton: Revealed, Tamar assure les prestations scéniques en tant que choriste, en alternance avec la chanteuse Sparkle.

### 2003–2009: Troubles avec son label et mariage
En 2004, Tamar signe sur le label de Casablanca Records, dirigé par Tommy Mottola et commencé à travailler sur son deuxième album. De ce fait, le titre I’M Leaving, est alors publié avec une apparition de J. Bump, aux côtés de remixes promotionnels mettant en vedette Sheek Louch, Styles P. et Ali Vegas. Tamar souhaite alors sortir un autre single la même année, mais pour causes de restructuration du label Casablanca Records, cela interfère avec le processus d'achèvement de l'album, qui de ce fait, est alors annulé et en conséquences, elle décide de quitter le label. La même année, elle apparaît en tant co-auteur sur le titre Can I Walk By de Monica en featuring Jazze Pha, sur la bande originale du film Dirty Dancing 2.
En 2005, elle réalise les chœurs du titre Stop, Look, Listen (To Your Heart), issu de l’opus Motown II de Michael McDonald, où sa sœur, Toni Braxton, est apparue en tant qu’interprète, ainsi que la quasi-totalité des titres de l’opus Libra de sa sœur Toni Braxton.
En 2008, elle épouse Vincent Herbert, le manager de sa sœur et de Lady Gaga, qu’elle a rencontré en 2003, dont les photos de mariage du couple ont émergé par plusieurs magazines et ont fait leur chemin à travers les débuts de la télévision de Braxton Family Values.
En 2009, elle interprète le titre If You Dream, en compagnie de Toni Braxton, Faith Evans, JoJo, Omarion, Steve Russell, Jordin Sparks, Tank, Tyrese et Charlie Wilson, pour la bande originale du film More Than Game.

### 2010–2013: Télé-réalité, maternité et retour au succès grâce à l'albumLove And War
En 2010, Braxton signe un contrat avec Universal Records, où elle publie le titre The Heart In Me en juillet de cette année, qui a été inclus sur la compilation musicale Adidas 2: La compilation. Cette collaboration avec ce label, ne lui permet cependant pas de sortir un opus. La même année, elle apparaît avec sa mère Evelyn ainsi que de ses sœurs Traci, Trina et Towanda, dans le vidéo clip Make My Heart, de son autre sœur Toni.
En janvier 2011, la chaîne WE tv confirme qu'elle a engagé Toni Braxton pour une série de télé-réalité, intitulée Braxton Family Values, basée sur les relations entre Toni, sa mère Evelyn et ses sœurs : Traci, Trina, Towanda et Tamar. La série débute le 12 avril 2011 et attire 350 000 spectateurs, ce qui est un énorme succès d'audiences pour cette chaîne du câble. De ce fait, elle est renouvelée pour plusieurs saisons supplémentaires et a même droit à une série dérivée prénommée Tamar & Vince, basée sur sa vie, qui débute le 19 décembre 2011. En novembre 2011, elle interprète le titre Love Overboard lors de la cérémonie des Soul Train Awards 2011, en hommage à Gladys Knight.
En septembre 2012, les médias annonce que Tamar Braxton a signé un contrat d'enregistrement avec Streamline Records, le label de Interscope Records, fondé par son mari Vincent. Ce même mois, son émission de télévision Tamar & Vince débute sur la chaîne WE TV. La première saison comporte plusieurs scènes de Tamar pendant l'enregistrement de son deuxième album.
La même année, elle apparaît avec sa sœur Traci dans le vidéoclip Party Or Go Home, chanson de son autre sœur Trina. Elle apparaît également avec Trina dans le 3e épisode de la 1re saison de la série télévisée The Soul Man. Tamar est également choisie comme modèle pour la collection Front Row Couture pendant la "ELLE / Style360", à la Fashion Week de New York. Tamar devient présentatrice d’un talk-show en fin de nuit sur la chaîne VH1. Plus tard, elle présente l’émission The Culturelist, sur la chaîne sœur de BET Centric et sera remplacée plus tard par LeToya Luckett, ancienne chanteuse du groupe Destiny’s Child. Le 6 décembre 2012, elle publie Love and War, 1er extrait du second album du même nom à venir. Le titre arrive directement à la 1re place du classement itunes, s’érige à la 57e position du Billboard Hot 100 et au 13e rang du Billboard Hot R&B/Hip-Hop Songs. La vidéo en noir et blanc, qui illustre la chanson, réalisée par Walid Azami, montre Tamar en train de chanter dans sa maison puis en train de batifoler avec son petit ami.
Le 13 mars 2013, lors de l’émission Good Morning America où elle est venue faire la promotion de la saison en cours de la télé-réalité Braxton Family Values, elle déclare qu’elle est enceinte de son 1er enfant. Le 7 mai 2013, elle publie le second single de l’opus Love and War, prénommé The One, qui arrive à la 34e place du Billboard Hot R & B / Hip-Hop Songs et au 2d rang du Billboard Adult R&B Song et 10e au Billboard Hot R&B Songs. La vidéo musicale qui accompagne la chanson, réalisée par Gill Green, montre Tamar et son petit ami en train de s’amuser dans une fête foraine. Le 6 juin 2013, elle accouche de son 1er enfant prénommé Logan Vincent Herbert. Depuis le 15 juillet 2013, elle est l'une des présentatrices de l'émission The Real, un talk show co-animé avec Tamera Mowry, Jeannie Mai, Adrienne Bailon et Loni Love. Le 21 aout 2013, elle commercialise un troisième single intitulé All the Way Home. Le titre s’érige à la 8e place du Billboard Adult R&B Songs et à la 37e place du Billboard Hip-Hop / R&B Songs. Le vidéoclip qui agrémente la chanson, dévoile Tamar en train de se disputer avec son petit ami puis de se réconcilier.
Le 3 septembre 2013, elle revient sur le devant de la scène musicale grâce à la sortie de son second opus Love and War. Celui-ci, sortit sous le label Epic Records, qui génère quatre singles à succès : Love and War, The One, All the Way Home & Hot Sugar, débute à la seconde place du Billboard en se vendant à 138 000 exemplaires dès la 1re semaine de sa sortie, avant de s’ériger à la 1re place de ce classement. Grâce à son succès, l’opus est alors nommé trois fois aux Grammy Awards et dans d’autres cérémonies telles que les Soul Train Music Awards et les BET Awards,, remportant au passage, plusieurs récompenses dans ces deux cérémonies. Le 5 septembre 2013, la seconde saison de sa télé-réalité Tamar & Vince dont elle et son mari sont les protagonistes principaux, débute sur la chaîne WE TV. Le 17 octobre 2013, elle sort le single Hot Sugar. Le titre arrive à la 10e place du Billboard Hot R&B Songs. La vidéo qui illustre la musique, est réalisée par Steven & Dennis et Tamar Braxton. Il y démontre plusieurs scènes ou Tamar habillé en noir, très classe, est en train de danser de manière très sexy.
Le 11 novembre 2013, elle publie son 3e album et 1er album de Noël Winter Loversland. L’opus, composé de chants traditionnels, d'un duo The Chipmunk Song (Christmas Don't Be Late) en collaboration avec Trina et deux inédits dont le single She Can Have You, débute à la 43e position du Billboard 200 en se vendant à 8000 exemplaires dès la 1re semaine.

### 2014–2015: Seconde saison deTamar & Vince,Calling All Lovers,Dancing With The Starset retour du groupeThe Braxtonsvia un album de Noël
Le 25 février 2014, Robin Thicke publie le titre The Rest Of My Life dont un remix de la chanson est en duo avec Tamar Braxton. Le 8 septembre 2014, elle apparaît avec Toni et Trina, dans le 1er vidéoclip de la chanson Last Call, de leur autre sœur Traci. Le 15 septembre 2014, la seconde saison de l’émission The Real est alors diffusée. Le 7 octobre 2014, elle publie le titre Let Me Know en featuring Future. La chanson contient le sample (At Your Best) (You Are Love), interprétée à l’origine par le groupe The Isley Brothers en 1976, puis repris par la chanteuse Aaliyah en 1994. La chanson débute à la 2e place au Billboard Trending 140 Chart, le jour de sa sortie avant d'atteindre la 1re place moins d'une heure après sa commercialisation sur Soundcloud. Elle atteint la 8e meilleure position au Billboard R&B Songs et se classe au 5e rang du Adult R&B National Airplay,. Le 10 octobre 2014, la troisième saison de son émission de télé-réalité Tamar & Vince, est alors diffusée. Le 13 novembre 2014, elle lance sa première collection de vêtement intitulée Tamar Braxton Collection.
Le 27 mai 2015, elle publie le single If I Don't Have You, extrait de son quatrième opus à venir Calling All Lovers, qui sort le 2 octobre 2015. La chanson atteint la 19e place du Hot R&B/Hip-Hop Airplay. Elle se classe au 6e rang du Adult R&B National Airplay. 
Le 2 septembre 2015, il est confirmé qu’elle rejoint la distribution de la 21e saison de l’émission Dancing with the Stars, qui commence le 14 septembre 2015. 
Le 12 septembre 2015, elle propose le single Catfish en audio via sa chaine officielle youtube. Le 17 septembre 2015, le single Angels & Demons est dévoilé. Le 25 septembre 2015, le single Circles, est proposé sur sa chaine Vevo, en tant que single promotionnel. Le 2 octobre 2015, l'opus Calling All Lovers est commercialisé. Il débute à la cinquième place du Billboard 200 et se classe à la 2de place du Top R&B/Hip-Hop Albums. En octobre 2015, il est confirmé que le groupe The Braxtons en tant que cinq membres, incluant : Tamar, Toni, Traci, Trina et Towanda, sortira un album de noël intitulé Braxton Family Christmas, prévu pour le 30 octobre 2015. L'annonce a créé l'évènement, car c'est la 1re fois que le groupe rechantera en tant que quintet, après 25 ans d'absence et de projets solos,. Braxton Family Christmas débute à la 27e place du Billboard R&B/Hip-Hop Albums, au 10e rang du US R&B Chart et atteint la 12e position du US Top Holiday Albums le 21 novembre 2015,. Il atteint la 1re meilleure position au Heatseekers Albums le 12 décembre 2015. Le 10 novembre 2015, il est annoncé qu'elle est atteinte d'une embolie pulmonaire et de ce fait, cela interrompt sa participation à l'émission Dancing with the Stars. Le 7 décembre 2015, le single If I Don't Have You est nommé à la 58e cérémonie des Grammy Awards pour la meilleure performance rnb. Le 15 décembre 2015, elle apparait en tant qu'invitée dans le 10e épisode de la 3e saison de la série Being Mary Jane.

### 2016–2018: Départ deThe Real, carrière télévisuelle,Bluebird of Happinesset début au théâtre
Le 22 mai 2016, il a été reporté qu'elle a été renvoyée de l'émission The Real. Le 2 juin 2016, Braxton confirme son renvoi dans l'émission The Steve Harvey Morning Show. À la fin de l'interview, Steve Harvey annonce qu'il a signé Tamar, afin qu'elle ait sa propre émission de télévision,.
En Avril 2017, il est annoncé que Braxton a quitté Epic Records pour le label eOne Music, avec qui elle a signé pour 1 million de dollars. Le 4 avril 2017, elle apparait sur la chanson "Lions And Tigers And Bears", de la comédie musicale Straight Outta Oz de Todrick Hall. La chanson, sa performance et sa coiffure sont acclamées par la critique. Le 27 avril 2017, Braxton publie My Man, 1er extrait de son 4e et futur album,. La chanson se classe à la 3e meilleure vente de single au Billboard. Le 25 juillet 2017, elle apparait dans le 4e épisode de la saison 3 de la série In the Cut. Le 22 septembre 2017, un second extrait intitulé Blind, est commercialisé. La chanson atteint la 29e place du Adult R&B National Airplay. Le 29 septembre 2017, elle publie son 5e album Bluebird of Happiness, qui se classe à la 1re place des meilleures ventes d'albums indépendants,. Le 6 novembre 2017, elle apparait en featuring sur le titre "No Choice", extrait de l'album Blessing Or Curse du rappeur Bless1,.
Le 23 mars 2018, Tamar et sa sœur Towanda apparaissent dans le vidéoclip de leur sœur Toni "Long as I Live". Le 28 mars 2018, elle intervient en featuring sur le titre National Anthem de l’album Forbidden de Todrick Hall,. Le 5 octobre 2018, elle fait ses premier pas dans la pièce de théâtre Redemption Of A Dogg du rappeur Snoop Dogg,. Le 24 novembre 2018, elle publie le vidéoclip Makings Of You, extrait de son dernier opus Bluebird of Happiness. 
Le même jour, elle dévoile également le vidéoclip Love It de son album Calling All Lovers, paru en 2015. Le 26 novembre 2018, elle publie le vidéoclip Wanna Love You Boy de son dernier opus Bluebird of Happiness. Le 29 novembre 2018, elle révèle le vidéoclip Pieces de son opus Love and War, sortit en 2013.

### 2019–présent:Celebrity Big Brother,Amour, Gloire et Beautéet début au cinéma
Le 13 janvier 2019, il est confirmé qu'elle est au casting de la seconde saison de la télé-réalité Celebrity Big Brother, qui débute le 21 janvier 2019 sur la chaine CBS,. Le 13 février 2019, elle devient la 1re femme, mais aussi la 1re femme afro-americaine à gagner unanimement le jeu Celebrité Big Brother, ce qui est un exploit,. Le 29 mars 2019, elle apparait dans un épisode du soap-opéra Amour, Gloire et Beauté où elle joue le rôle de Chef Chambre,,.
En 2020, elle fait ses premiers pas au cinéma, en jouant le rôle d'Ariana, dans le film True To The Game 2: Gena's Story, qui comprend en vedette Vivica A. Fox et qui sort le 10 avril 2020 aux États-Unis. Dans un même temps, elle enregistre le single Crazy Kind Of Love, qui officie de bande originale du film et qui sort le 20 mars 2020. Le 25 mai 2020, elle présente l'émission To Catch a Beautician, qui ne dure qu'une seule saison. Le 10 septembre 2020, elle obtient une seconde télé-réalité qui suit son quotidien Tamar Braxton: Get Ya Life!.
Elle est aussi confirmée dans le film Gangland de Jean-Claude La Marre, qui sortira bientôt,.

## Vie personnelle
En mai 2001, à 24 ans, Tamar épouse le producteur de musique, Darrell "Delite" Allamby,. Ils se sont rencontrés en 1999 lors de l'enregistrement de son premier album. Ils ont divorcé en février 2003 au bout de deux ans de mariage.
En janvier 2015, Tamar révèle dans le talk-show qu'elle co-anime, The Real, qu'elle a été victime de "violence verbale et physique" par un ex-petit ami dans le passé.
En 2003, elle devient la compagne du producteur de musique, Vincent Herbert - qui est également le manager de sa sœur Toni et de Lady Gaga, qu'elle a rencontré la même année grâce à sa sœur. Après s’être fiancés en 2005, ils se sont mariés le 27 novembre 2008. En mars 2013, Tamar annonce lors d'une interview dans Good Morning America qu'ils attendent leur premier enfant. Leur fils, prénommé Logan Vincent Herbert, est né le 6 juin 2013. Le 25 octobre 2017, il est annoncé que Tamar et son époux sont en procédure de divorce après neuf ans de mariage et quatorze ans de vie commune,,.
Depuis juin 2018, Tamar partage la vie de l'homme d'affaires nigérien, David Adefeso. Après s'être séparés en mars 2019, ils se sont réconciliés le mois suivant, en avril 2019.

## Discographie

### Albums studio
- 2000 : Tamar
- 2013 : Love and War
- 2013 : Winter Loversland
- 2015 : Calling All Lovers
- 2017 : Bluebird of Happiness

## Filmographie

### Télévision
- 2012 : The Soul Man : Catherine (Saison 1, épisode 3)
- 2015 : Being Mary Jane : Elle-même (Saison 3, épisode 10)
- 2017 : In The Cut : Jackie (Saison 3, épisode 4)
- 2019 : Amour, Gloire et Beauté : Chef Chambre

### Cinéma
- 2021 : True To The Game 2 : Ariana
- Bientôt : Gangland : Celia

### Télé-réalités
- 2011 - 2020 : Braxton Family Values
- 2012 - 2019 : Tamar & Vince
- 2015 : Dancing with the Stars
- 2019 : Celebrity Big Brother
- 2020 : Tamar Braxton: Get Ya Life!

### Émission de télévision
- 2013 - 2016: The Real
- 2020 : To Catch A Beautician

### Pièce de théâtre
- 2018 : Redemption Of A Dogg : 1er rôle féminin

## Lignes de vêtements
- 2013 - présent : Tamar Braxton Collection

## Autres
- 2017 : Lions And Tigers And Bears (Extrait de la comédie musicale Straight Outta Oz Deluxe Version)
- 2017 : No Choice (sur l'album Blessing Or Curse du rappeur Bless1)
- 2018 : National Anthem (sur l'album Forbidden de Todrick Hall)

## Awards et nominations
| Year | Award                   | Category                                                      | Result     |
| ---- | ----------------------- | ------------------------------------------------------------- | ---------- |
| 2013 | BET Awards              | Best Female R&B/Pop Artist                                    | Nomination |
| 2013 | BET Awards              | Centric Award                                                 | Lauréat    |
| 2013 | Soul Train Music Awards | Best New Artist                                               | Nomination |
| 2013 | Soul Train Music Awards | Best R&B/Soul Female Artist                                   | Lauréat    |
| 2013 | Soul Train Music Awards | Song of the Year ("Love And War")                             | Lauréat    |
| 2013 | Soul Train Music Awards | The Ashford and Simpson Songwriter's Award ("Love And War")   | Lauréat    |
| 2013 | Soul Train Music Awards | Video of the Year ("Love And War")                            | Nomination |
| 2014 | Grammy Awards           | Grammy Award for Best Urban Contemporary Album (Love and War) | Nomination |
| 2014 | Grammy Awards           | Grammy Award for Best R&B Song ("Love And War")               | Nomination |
| 2014 | Grammy Awards           | Grammy Award for Best R&B Performance ("Love And War")        | Nomination |
| 2014 | BET Awards              | Best Female R&B/Pop Artist                                    | Nomination |